# Шаропов Біжан Рашидович
Біжа́н Раши́дович Шаро́пов (7 жовтня 1989, Душанбе, Таджицька РСР — 13 квітня 2022, с. Борове, Харківська область, Україна) — український біолог і біофізик, солдат Збройних Сил України, учасник російсько-української війни, який відзначився у ході російського вторгнення в Україну. Герой України (2023, посмертно).

## Біографія
З 1995 року родина мешкала в Києві. Навчався на кафедрі біології природничого факультету НаУКМА.
Навчався в аспірантурі Інституту фізіології НАН України, брав участь у Євромайдані, у 2014 воював на Луганщині в складі добровольчого батальйону «Айдар».
2019 року захистив дисертацію кандидата наук на тему «Експресія та функція капсаїцинового рецептора TRPV1 у сечовому міхурі щура в нормі та при патології». Дослідження присвячені функціям TRP-каналів
У 2019 році був фіналістом конкурсу на Премію Фонду Платона Костюка Наукового товариства ім. Шевченка (НТШ) у США
Виступав з науково-популярними лекціями під час «Тижнів мозку» та в межах інших подібних подій. Давав численні інтерв'ю з питань нейробіології та коронавірусної хвороби 2019, зокрема Громадському радіо
Від початку російського вторгнення повернувся до війська. Воював у складі 11 ОРСП 112 бригади ТрО, брав участь у боях за звільнення Київщини, заходив у звільнений Чорнобиль, обороняв Ізюм.
13 квітня 2022 року, виконуючи бойове завдання із прориву оточення у напрямку населеного пункту Підлиман Харківської області, підрозділ Біжана потрапив у засідку в районі села Борове та вступив у бій з російськими окупаційними військами. Втративши техніку, воїни були змушені прориватися малими групами. Після цього Біжан та його бойові побратими на зв'язок не виходили.
З 15 квітня Біжан Шаропов вважався зниклим безвісти. На початку 2023 року з'являються неофіційні повідомлення про його загибель, а 28 лютого 2023 року Інститут фізіології імені Богомольця офіційно повідомив про смерть свого співробітника. 20 березня 2023 року на Майдані Незалежності у Києві відбулося прощання з Біжаном Шароповим. Поховання здійснено на Алеї Слави Лук'янівського кладовища.

## Біотехнологічна діяльність
У 2016 році разом с кількома іншими ветеранами «Айдару» Шаропов заснував приватну біотехнологічну компанію «Українські генетичні технології». Він став головним біологом компанії. За словами Шаропова та Любові Столяр, метою компанії було виробляти дешеві реактиви для біологічних лабораторних досліджень в Україні. Компанія стала відомою навесні 2020 року, коли оголосила про створення тест-системи на основі ПЛР для виявлення збудника коронавірусної хвороби 2019.

## Публікаційна діяльність
Шаропов є автором низки літературних, публіцистичних та науково-популярних творів.
Дебютував з оповіданням-спогадом «У нас тут перемир'я» в збірці «Голос війни» (2017).
Фіналіст першого конкурсу історичного оповідання «ProМинуле» з оповіданням «Вершник перший». Твір присвячене лікарям, які лікували українців від епідемії «іспанського грипу» під час визвольних змагань взимку 1918 року. За словами автора, оповідання базується на тогочасних документах, зокрема газетах і спогадах сучасників. Журі відзначило сюжет, вдале використання символіки Апокаліпсису, яскраві типи персонажів, а стиль визначило як близький до імпресіонізму. Автора назвали одним з претендентів на перемогу в наступні роки.
Автор публіцистичних статей на тему націоналізму
Автор низки науково-популярних статей, зокрема щодо глобальних епідемійщодо космічної медицини.

## Нагороди
- Звання «Герой України» з удостоєнням ордена «Золота Зірка» (29 вересня 2023, посмертно) — за особисту мужність і героїзм, виявлені у захисті державного суверенітету та територіальної цілісності України, самовіддане служіння Українському народові[20].

- За участь в АТО як доброволець Біжан Шаропов нагороджений Подякою НАН України[21].